# Остапенко Лариса Іванівна
Лари́са Іва́нівна Оста́пенко (*1 січня 1935, Бориспіль, Київська область — †17 серпня 2010, Київ) — українська співачка, мецо-сопрано, Народна артистка України (1982).

## Життєпис
Лариса Остапенко народилася 1 січня 1935 року в місті Бориспіль, Київської області у сім'ї Івана та Ольги Остапенків. Батько загинув на фронті Другої світової війни, тому мати змушена була самотужки виховувати дочок.
Велику роль у виборі майбутньої професії зіграв її шкільний вчитель співу Павло Горбачевський, який у худорлявій, з величезними сіро-зеленими очима та довгою косою дівчинці розгледів іскорку таланту. Він навчив її музичної грамоти, навіть купував нотні зошити і все потрібне для занять. Це він умовив матір, яка хотіла щоб дочка стала медиком, дозволити їй у 1953 році вступати до Київської консерваторії, у клас проф. Марфи Снаги-Паторжинської.
І знову чудовий педагог — Марфа Снага-Паторжинська зіграла вирішальну роль у долі Лариси Остапенко. Це вона визначила її голос як мецо-сопрано, з теситурою дві з половиною октави, який до цього вважали як сопрано, а для розвитку і становлення такого голосу потрібні інші вправи, твори, інший підхід у навчанні.
Тут, у консерваторії, вона познайомилася з студентом композиторського факультету Олександром Білашем, з яким одружилася і прожила 47 щасливих літ.
Після закінчення консерваторії у 1958 році та навчання в аспірантурі при ній у 1959—1962 роках, працювала солісткою Оперної студії при Київській консерваторії. У 1965—1995 роках — солістка Київської філармонії.
З 1995 року проацювала на посаді доцента кафедри сольного співу в Київській консерваторії. Серед учнів — Т. Гавриленко. Т. Лебединцева, Л. Дубовик. В. Войналович. Р. Якобінчук. Н. Левина…
Лариса Остапенко померла 17 серпня 2010 року.

## Творчість
Лауреат конкурсу вокалістів ім. М. Мусоргського (Москва. 1964).
У концертних програмах виконувала твори В. Косенка, Ю. Мейтуса. О. Білаша. М. Мусоргського. П. Чайковського, М. Лисенка…
Виступала на сценах Канади, Польщі, Росії…
Активно записувалася на радіо і грамплатівках.